# Longitarsus aeneus
Longitarsus aeneus is een keversoort uit de familie bladkevers (Chrysomelidae). De wetenschappelijke naam van de soort werd in 1862 gepubliceerd door Kutschera.